# Aerangis luteoalba
Aerangis luteoalba är en orkidéart som först beskrevs av Friedrich Fritz Wilhelm Ludwig Kraenzlin och fick sitt nu gällande namn av Rudolf Schlechter. 
Aerangis luteoalba ingår i släktet Aerangis och familjen orkidéer.

## Underarter
Arten delas in i följande underarter:
- A. l. luteoalba
- A. l. rhodosticta

## Bildgalleri

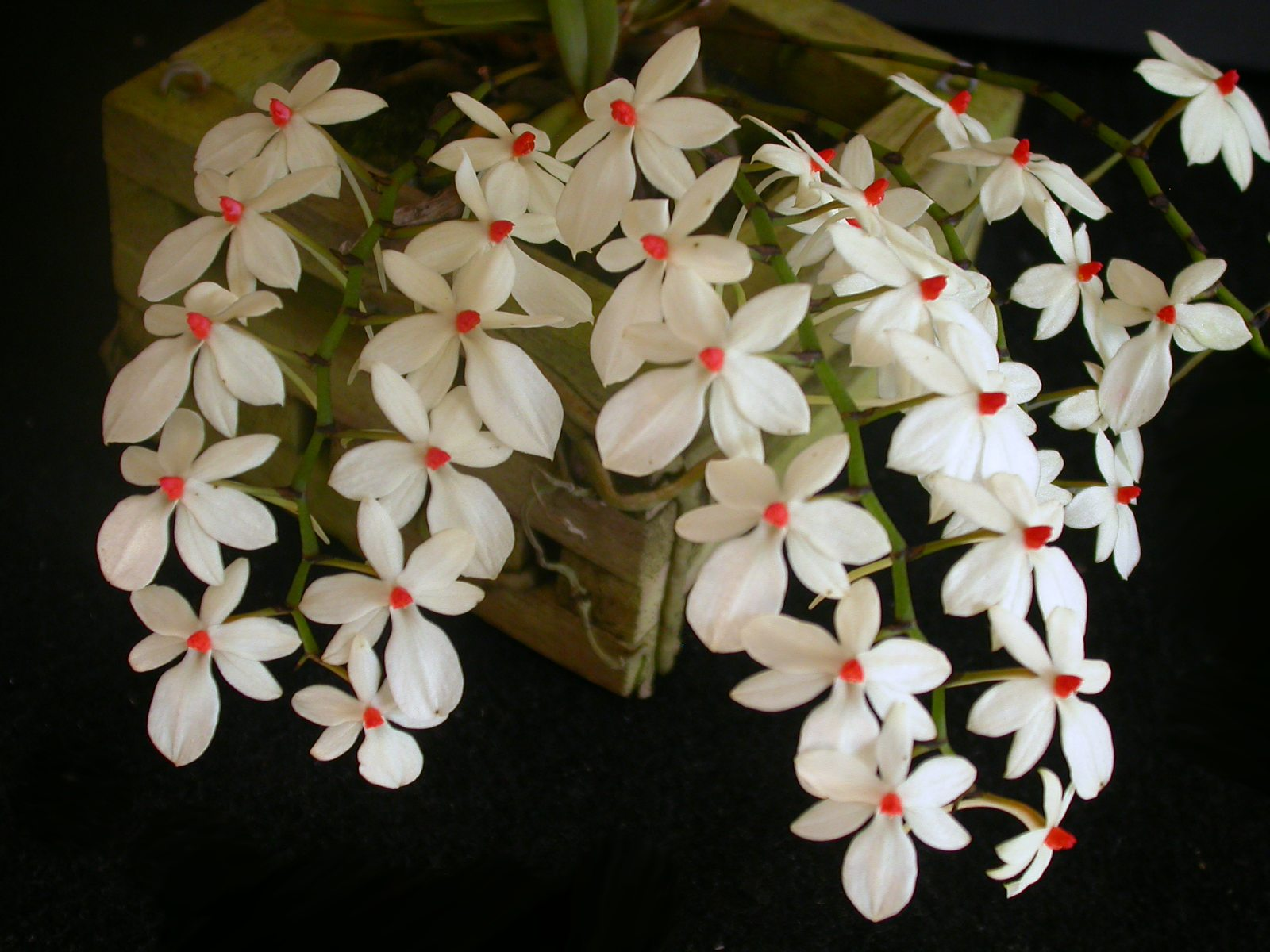
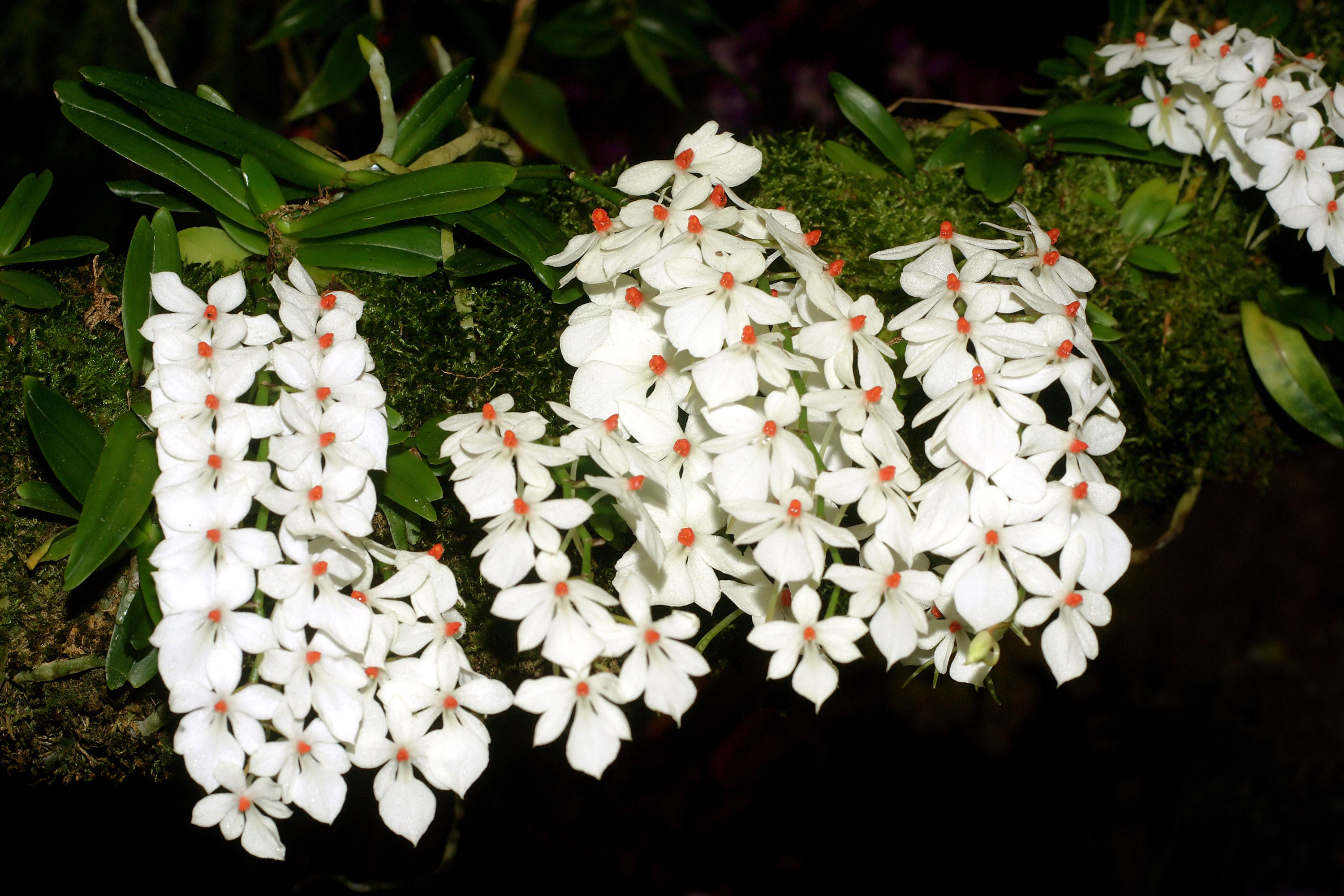